# Altmühltal mit Brunst-Schwaigau und Altmühlsee
Altmühltal mit Brunst-Schwaigau und Altmühlsee este o arie protejată (arie de protecție specială avifaunistică — SPA) din Germania întinsă pe o suprafață de 5.002,59 ha, integral pe uscat.

## Localizare
Centrul sitului Altmühltal mit Brunst-Schwaigau und Altmühlsee este situat la coordonatele 49°09′27″N 10°39′42″E / 49.1575°N 10.6617°E.

## Înființare
Situl Altmühltal mit Brunst-Schwaigau und Altmühlsee a fost declarat arie de protecție specială avifaunistică în septembrie 2006 pentru a proteja 70 de specii de animale.

## Biodiversitate
Situată în ecoregiunea continentală, aria protejată nu include niciun habitat protejat.
La baza desemnării sitului se află mai multe specii protejate de  păsări (70): lăcar mare (Acrocephalus arundinaceus), lăcar-de-rogoz (Acrocephalus schoenobaenus), pescăruș albastru (Alcedo atthis), rață sulițar (Anas acuta), rață lingurar (Anas clypeata), rață mică (Anas crecca crecca), rață fluierătoare (Anas penelope), Anas platyrhynchos platyrhynchos, rață cârâitoare (Anas querquedula), Anas strepera strepera, fâsă de luncă (Anthus pratensis), Ardea cinerea cinerea, Ardea purpurea purpurea, Ardeola ralloides ralloides, ciuf de câmp (Asio flammeus), rață-cu-cap-castaniu (Aythya ferina), rață roșie (Aythya nyroca), buhai de baltă (Botaurus stellaris stellaris), chirichița cu obraz alb (Chlidonias hybrida), chirighiță neagră (Chlidonias niger), barză albă (Ciconia ciconia ciconia), erete de stuf (Circus aeruginosus), erete vânăt (Circus cyaneus), prepeliță (Coturnix coturnix), cristeiul de câmp (Crex crex), lebădă de iarnă (Cygnus cygnus), egretă albă (Egretta alba), egretă mică (Egretta garzetta), șoim de iarnă (Falco columbarius), becațină comună (Gallinago gallinago), Gavia arctica arctica, Grus grus grus, codalb (Haliaeetus albicilla), piciorong (Himantopus himantopus), Ixobrychus minutus minutus, sfrâncioc roșiatic (Lanius collurio), sfrâncioc mare (Lanius excubitor excubitor), pescăruș-cu-cap-negru (Larus melanocephalus), pescăruș râzător (Larus ridibundus), Limosa limosa limosa, gușă albastră (Luscinia svecica), presură sură (Miliaria calandra), gaia neagră (Milvus migrans), codobatura galbenă (Motacilla flava), Numenius arquata arquata, Nycticorax nycticorax nycticorax, vultur pescar (Pandion haliaetus), Phalacrocorax carbo sinensis, notatița cu ciocul subțire (Phalaropus lobatus), bătăuș (Philomachus pugnax), Platalea leucorodia leucorodia, ploier auriu (Pluvialis apricaria), Podiceps auritus auritus, Podiceps cristatus cristatus, Porzana parva parva, cresteț pestriț (Porzana porzana), Porzana pusilla intermedia, ciocântors (Recurvirostra avosetta), lăstun de mal (Riparia riparia), mărăcinar (Saxicola rubetra), chiră mică (Sterna albifrons), pescăriță mare (Sterna caspia caspia), Sterna paradisaea, chiră de mare (Sterna sandvicensis), silvie de câmp (Sylvia communis), călifar alb (Tadorna tadorna), fluierar de mlaștină (Tringa glareola), fluierar cu picioare verzi (Tringa nebularia), fluierarul cu picioare roșii (Tringa totanus), nagâț (Vanellus vanellus)